# Båtbyggartorp och Harva
Båtbyggartorp och Harva – miejscowość (tätort) w Szwecji, w regionie administracyjnym (län) Sztokholm, w gminie Upplands Väsby.
Według danych Szwedzkiego Urzędu Statystycznego liczba ludności wyniosła: 207 (31 grudnia 2018) i 212 (31 grudnia 2019).